# 양시칠리아 공주 마리아 피아

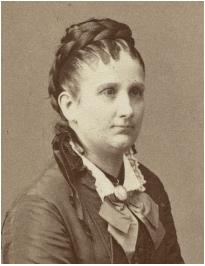
양시칠리아의 마리아 피아

양시칠리아 공주 마리아 피아(Princess Maria Pia of Bourbon-Two Sicilies, 1849년 8월 2일 ~ 1882년 9월 29일)는 두 시칠리아의 공주이자 파르마 공작 로베르토 1세의 아내로서 파르마의 명목상 공작부인이었다. 마리아 피아는 두 시칠리아의 페르디난도 2세 왕과 그의 아내 오스트리아의 마리아 테레사의 딸이었다. 마리아 피아는 1861년 이탈리아 통일 이후 다른 가족들과 함께 망명을 강요받았다.